# کوئینتون جکسون
کوئینتون جکسون (به انگلیسی:Quinton Jackson) (متولد ۲۰ ژوئن ۱۹۷۸ در آمریکا) بازیگر، ورزشکار و مبارز هنرهای رزمی ترکیبی در سازمان یو اف سی است.